# Operativni direktor
Operativni direktor, poznat i pod nazivom direktor za dnevno poslovanje, je jedna od najviše rangiranih izvršnih pozicija u organizaciji, koja pripada menadžerima najvišeg nivoa. Operativni direktor je odgovoran za operacije koje se u kompaniji obavljaju na dnevnom nivou, on redovno podnosi izveštaje izvršnim direktorima najvišeg ranga, obično glavnom izvršnom direktoru. Operativni direktor je obično drugokomandujući u kompaniji, posebno ako je izvršni direktor najvišeg ranga u kompaniji predsedavajući upravnog odbora ili glavni izvršni direktor.

## Odgovornosti i slična zvanja
Za razliku od drugih direktorskih pozicija koje se često definišu prema određenim odgovornostima u većini kompanija, teži se da posao operativnog direktora bude definisan u odnosu na glavnog izvršnog direktora sa kojim on radi, s obzirom na blisku radnu vezu ova dva pojedinca. Na mnogo načina izbor operativnog direktora je sličan izboru potpredsednika ili šefa kabineta SAD-a: strukture vlasti i odgovornosti variraju u vladinim i privatnim sektorima u zavisnosti od stila i potreba predsednika ili glavnog izvršnog direktora. Stoga, uloga operativnog direktora zadovoljava individualna očekivanja i menja se dok se rukovodeći timovi prilagođavaju.

### Predsednik
U kontekstu operativnog direktora, zvanje korporativnog predsednika kao zasebne pozicije (ne kombinuje se sa oznakom menadžera najvišeg nivoa, kao u slučaju kombinacija,predsednik i glavni izvršni direktor" ili ,predsednik i operativni direktor") se takođe slobodno definiše. Predsednik je pravno priznat najviši ,,zvanični" službenik kompanije koji je rangiran iznad različitih potpredsednika (uključujući i višeg potpredsednika i izvršnog potpredsednika), međutim ta dužnost se sama po sebi generalno smatra podređenom glavnom izvršnom direktoru.
Lojd I. Reus je bio predsednik Dženeral motorsa od 1990. do 1992. godine, kao desna ruka predsednika i glavnog izvršnog direktora Roberta Stempela. Stempel je insistirao na imenovanju Reusa za predsednika kompanije zaduženog za operacije u Severnoj Americi, Odbor se nerado složio a pokazali su svoje nezadovoljstvo time što nisu dali Reusu zvanje operativnog direktora.
Ričard D. Parsons je bio drugi čovek u hijerarhiji kompanije tokom čitavog svog mandata kao predsednika Tajm Varnera od 1995. do 2001.godine ali nije imao autoritet nad operativnim divizijama I umesto toga je preuzeo zadatke po nalogu predsednika i izvršnog direktora Džeralda Levina.  .
Majkl Kapeljas je imenovan za predsednika Hevlet Pakarda kako bi olakšao kupovinu i integraciju kompanije Kompak, u kojoj je Kapeljas ranije bio predsedavajući i izvršni direktor. Kapeljas je bio na poziciji predsednika HP-a samo šest meseci pre odlaska. Njegova ranija uloga predsednika nije bila ispunjena pošto su rukovodioci direktno polagali račune i njemu i izvršnom direktoru. 
2007. godine, kompanije za investiciono bankarstvo Ber Stirns I Morgan Stanli imale su dva predsednika (Voren Spektor I Alan Švarc u Beru, Robert Skali I Zou Kruz u Morgan-u)koji su izveštavali jednog izvršnog direktora (koji je takođe bio predsednik odbora); svaki predsednik je u suštini kooperativni direktor (uprkos nedostatku zvanja) nadgledao polovinu divizija kompanije. Švarc je postao jedini predsednik Bera nakon što je Spektor izbačen a nekoliko meseci kasnije preuzeo je I mesto izvršnog direktora kada je Džejms Kejn bio prisiljen da podnese ostavku (Kejn je ostao predsedavajući).
Tom Anselmi iz Mepl Lif Sports & Entertejment je bio operativni direktor od 2004. godine do 6. septembra 2013. godine. Između odlaska Ričarda Pedia I zapošljavanja Tima Livika na poziciju predsednika i izvršnog direktora, Anselmi je bio na poziciji predsednika od 4.septembra 2012. do 30. juna 2013. godine, međutim on je ostao operativni direktor i nije dobio poziciju izvršnog direktora. 
Ričard Fuld, predsednik i izvršni direktor Lehman Braće je kao direktno podređene imao dva čoveka koji su nosili zvanja predsednika i operativnog direktora. Kris Petit je bio Fuld-ov drugokomandujući tokom dve decenije dve do 26. novembra 1996. godine, kada je dao ostavku na mesto predsednika i člana Odbora. Petit je izgubio borbu za vlast sa svojim zamenicima (Stivom Lesingom, Tomom Takerom I Džozefom M. Gregorijem)15.marta te godine, što je dovelo do toga da se odrekne svoje pozicije operativnog direktora, nakon što su navedena trojica saznala za Petit-ove vanbračne afere, a što je narušavalo Fuldova nepisana pravila o braku i društvenoj etiketi. Bredli Džek I Džozef M. Gregori su 2002. godine imenovani za kooperativne direktore ali je Džek premešten na niže radno mesto iz predsedništva u maju 2004. godine a otišao je u junu 2005. sa otpremnicom od 80 miliona dolara, čineći tako Gregorija jedinim operativnim direktorom. Iako se Fuld smatrao "licem" Lehman braće, Gregori je bio zadužen za svakodnevne operacije i on je uticao na godišnje povećanje profitabilnosti. Gregori je bio premešten na nižu poziciju 12. juna 2008. godine i zamenjen na mestu predsednika i operativnog direktora od strane Barta Mcdada koji je tada bio glavni za akcije i koji je ostao sa Lehmanom i kroz bankrot.
Tomas V. LaSorda je bio predsednik i generalni direktor Krajslera od 1. januara 2006. do 5. avgusta 2007, dok je Krajsler posedovao Demler-Benz. Kada je Kerberus Kepital kupio većinsku kontrolu nad Krajslerom, Bob Nardeli je bio postavljen za predsednika i izvršnog direktora Krajslera, a LaSorda je postao potpredsednik i upravnik. Uprkos angažovanju drugog potpredsednika i upravnika, Džima Presa, LaSorda je ostao. LaSorda je kroz svoje titule upravnika i potpredsednika imao zaduženja vezana za proizvodnju, nabavku i snabdevanje, odnose sa zaposlenima, globalni razvoj poslovanja i saveze. Međutim, LaSordina prava uloga je bila da pronađe novog partnera ili kupca Krajslera , što je dovelo do spekulacija da je Kerberus Kepital manje interesovala ponovna izgradnja proizvođača automobila, a više zarada profita kroz kreditni otkup.
Korporativna struktura kompanije Reaseach in Motion imala je više od jednog operativnog direktora, uključujući Džima Rouvana kao operativnog direktora za globalne operacije, i Torstena Hejnsa kao operativnog direktora proizvoda i prodaje.
Kompanija Volt Dizni je koristila titule predsednika i operativnog direktora da na različite načine nazove svog drugog čoveka. Ron V. Miler je bio predsednik od 1978. do 1984. kao i generalni direktor 18 meseci tokom 1983–84. Frenk Vells je bio predsednik od 1984 do 1994 gde je odgovarao upravnom odboru a ne upravniku i generalnom direktoru Majklu Ejsneru. Kada je Vells poginuo u sudaru helikoptera, nije bio izabran zamenik jer je njegove dužnosti preuzeo Ejsner. Majkl Ovic je bio predsednik od 1995. do 1997. Njega je zaposlio Ejsner a nedugo nakon toga ga je i otpustio. Bob Iger je bio predsednik i operativni direktor od 2000. do 2005. kada je zamenio Ejsnera na poziciji generalnog direktora. Tomas O. Stegs je bio operativni direktor tokom 2015. i 2016 i tokom tog perioda, tim višeg menadžmenta je imao dualnu strukturu u kojoj su izveštavali kako Stegsa tako i Igera; Stegs je podneo ostavku nakon što mu upravni odbor nije dao potvrdu da će postati generalni direktor.
Manulajf je koristio titule predsednika i operativnog direktora za odvojene uloge. Od 5. juna do 30. septembra 2017. Roko "Roj" Gori je bio predsednik i nadgledao je Manulajfovo globalno poslovanje dok su mu podređeni bili glavni menadžeri kanadske, američke i azijske divizije kao i direktor investicija. Gori je odgovarao generalnom direktoru Donaldu Gulojenu dok i sam nije dobio tu titulu 1. oktobra 2017. zbog toga što je Gulojen otišao u penziju. Za korporativnu strategiju, operativna direktorka Linda Mantia, odgovarala je predsedniku, a za sve ostale teme generalnom direktoru.

### Trenutno stanje
Neke savremene kompanije funkcionišu i bez operativnog direktora. Na primer, u 2006. godini, više od 60% kompanija sa Forbsove Fortune 500 liste nisu imale operativnog direktora, a u 2007. gotovo 58%. U tom slučaju, ili generalni direktor preuzme više odgovornosti i obaveza ili su te obaveze dodeljene drugim menadžerima koji ne pripadaju najvišem nivou. Iako broj operativnih direktora opada tokom poslednjih 10 godina, postoje razlozi da se očekuje povećano iskorišćavanje te pozicije u budućnosti. Neki od razloga za to su sledeći:
- Kompanije postaju veće i kompleksnije, zbog čega je sve teže da samo jedna osoba ima kompletan pregled čitave organizacije[25]
- Kompanije otkrivaju jaku vezu između dobrih performansi i prisustva operativnog direktora[26]
- Kompanije sve detaljnije planiraju sukcesiju generalnih direktora i koriste tu poziciju da bi pripremali naslednike[25]
- Povećanje mobilnosti talenta znači da će se ova uloga češće koristiti kako bi se zadržali ključni direktori kako oni ne bi prešli kod konkurenata.[25]

## Uloge i funkcije
Uloga operativnog direktora se razlikuje od jedne do druge industrijske grane i od organizacije do organizacije. Neke organizacije funkcionišu bez operativnog direktora. Druge mogu imati dva operativna direktora od kojih je svaki angažovan da nadgleda nekoliko poslovnih linija ili divizija kao što je bio slučaj u kompaniji Braća Liman od 2002-2004.godine kada su Bradli Džek i Džozef M. Gregori bili operativni kodirektori. Operativni direktor može takođe da bude neko ko dolazi i iz drugih organizacija kao „reorganizator“ kao što je bio Denijel Dž. O'Nejl koji se 1995. godine pridružio Molsonu u tom svojstvu.
U sektoru proizvodnje, primarna uloga operativnog direktora jedna od onih što pripadaju operacionom menadžmentu, što podrazumeva da je operativni direktor odgovoran za razvoj, dizajn, operacije i unapređenje sistema koji stvara i isporučuje proizvode firme. Operativni direktor je odgovoran za obezbeđivanje efikasnosti i efektivnosti poslovnih operacija, pravilno upravljanje resursima, distribuciju dobara i usluga do kupaca i sprovođenje analize sistema redosleda.
Uprkos tome što je uloga operativnog direktora povezana sa različitim funkcijama, postoje neke zajedničke funkcije koje obično operativni direktori izvršavaju:
- Pod upravom glavnog izvršnog direktora i upravnog odbora usmeravaju ograničene resurse da se koriste što produktivnije sa ciljem da se maksimizira vrednost za stejkholdere kompanije
- Razvijanje i kaskadiranje organizacione strategije/ izjave o misiji do zaposlenih na nižem nivou i korišćenje odgovarajućih nagrada/priznanja i treninga/korektivnih praksi za prilagođavanje osoblja ciljevima kompanije
- Planiranje davanjem prioriteta kupcu, zaposlenom i organizacionim zahtevima
- Održavanje i praćenje osoblja, nivoa, znanja-veština-osobina, očekivanja i motivacije za ispunjenje organizacionih zahteva
- Upravljanje merilima performansi operacija(uključujući razmatranje efikasnosti u odnosu na efektivnost), često u vidu kontrolnih tabli pogodnih za pregled pokazatelja visokog nivoa.

### Operativni direktor kao naslednik
U velikim organizacijama uobičajeno je da operativni direktor bude očigledni naslednik glavnog izvršnog direktora. Pojedinci mogu da napreduju unutar kompanije (interno) pre dolaženja na mesto operativnog direktora ili mogu biti regrutovani eksterno iz spoljnih kompanija. U svakom slučaju, pozicija operativnog direktora služi kao obuka i testiranje za narednog glavnog izvršnog direktora.
Istraživanje Krist Asosijets 2003. godine otkrilo je da samo 17% kompanija koje promovišu prelazak operativnog direktora na mesto glavnog izvršnog direktora zaista i postave operativnog direktora za glavnog izvršnog direktora u narednoj godini.
Istraživanjem Asenčera (engl. Accenture) otkriveno je da je u proseku jedan od devet operativnih direktora prešao na mesto izvršnog direktora u roku od godinu dana od njihovog odlaska, i da polovina operativnih direktora sebe vidi kao "očiglednog naslednika" izvršnog direktora. Prelazak operativnog direktora na mesto glavnog izvršnog šesto je praćeno sličnim izazovima koji obuhvataju:
- Nepodrazumevanje rada u "probnom periodu". S obzirom na to da poznaju kompaniju, od operativnih direktora kada dođu na poziciju glavnih izvršnih direktora očekuje se često da odmah preuzmu posao ali zapravo i oni moraju da prođu kroz period prilagođavanja kako bi u potpunosti razumeli svoju novu ulogu i sagledali kompaniju iz nove perspektive.

- Pronalaženje vremena za upravljanje ključnim stejkholderima.Odbor. Mnogi operativni direktori dolazeći na poziciju izvršnih šesto su iznenađeni time koliko vremena zahteva rukovođenje upravnim odborom i primorani su da i ovu važnu odgovornost uključe u uobičajeni sastav svog rasporeda.

- Biti u centru pažnje.Operativni direktori su navikli da rade „iza kulisa“. Kada postanu izvršni direktori mnogi su iznenađeni time što su postali „javne“ ličnosti kako u organizaciji tako i van nje i moraju naučiti da se nose i sa ovom dodatnom obavezom.

- Ponovno stvaranje slike o svojoj ulozi Često se operativni direktori ne bore samo sa strategijskim delom posla već moraju da se izbore i sa percepcijom drugih stejkholdera da su oni "izvršni" izvršioci umesto "strateški" izvršioci.[31]

Prema istraživanjima Majlsa i Beneta, samo saznanje o uobičajenim problemima može pomoći operativnom direktoru "nasledniku" koji će preći na poziciju glavnog izvršnog direktora da se bolje pripremi za promenu pozicije i potpuno izbegne ili bar osigura da potencijalni problemi ne prerastu u nepremostive dok su oni na poziciji glavnog izvršnog direktora.

## Odnos sa glavnim izvršnim direktorom
Pošto je operativni direktor odgovoran za pružanje informacija glavnom izvršnom direktoru, neophodno je da između operativnog i glavnog izvršnog direktora postoji pozitivan odnos. Poverenje je najvažniji činilac koji je neophodan za uspešan odnos između operativnog i izvršnog direktora. Izvršni direktor mora imati puno poverenje u to da operativni direktor ne pravi propuste u svom radu, da može da obavi posao i da deli viziju kompanije( umesto da iskoristi svoju poziciju i pristup poverljivim informacijama da bi sabotirao strategiju glavnog izvršnog direktora ili implementirao svoju sopstvenu viziju).

Kada je odnos između izvršnog i operativnog direktora sagrađen na poverenju, poboljšavaju se performanse firme i rezultati za akcionare. Sedam strategija koje su ključne za izgradnju poverenja u odnosu glavnog izvršnog i operativnog direktora su:
1. Komunikacija – Izvršnom direktoru ne bi trebalo da predstavlja problem da deli informacije i da redovno komunicira o strategiji i mogućim promenama. Slično, operativni direktor mora redovno dostavljati izveštaje izvršnom direktoru. Ukoliko komunikacija izostane, nepoverenje i nerazumevanje se javljaju kao očigledni problemi.
2. Jasna prava na donošenje odluka – Čini se da operativni direktor najbolje radi kada su mu uloge i odgovornosti jasno definisane unapred i omogućeno mu je donošenje konačnih odluka u okviru unapred definisanog opsega.
3. Obaranje odluka operativnog direktora – Izvršni direktor ne sme dovoditi u pitanje kredibilitet operativnog direktora niti se mešati u odluke koje operativni direktor donese. Ukoliko zaposleni dobijaju različite odgovore od izvršnog i operativnog direktora, obraćaće se direktno izvršnom direktoru, a uloga operativnog direktora će ubrzo postati beskorisna.
4. Deljenje zasluga – U uspešnom odnosu između izvršnog i operativnog direktora, obe strane su zadovoljne zaslugama koje dobijaju za svoj rad u okviru kompanije i izvan nje, kako od odbora direktora tako i jedni od drugih.
5. Kompatibilnost izvršnog i operativnog direktora – Ovo nije odnos koji može biti forsiran, neophodno je da postoji međusobno razumevanje i poštovanje.
6. Podobnost operativnog direktora za poziciju – Izabrani operativni direktor mora posedovati odgovarajuće znanje i sposobnosti kako bi mogao obavljati posao za koji je izabran (što podrazumeva sve od operativnih zaduženja, uvođenja promena i posedovanja komplementarnih veština u odnosu na izvršnog direktora).
7. Transparentnost očekivanja vezanih za nasleđe i njegovih vremenskih rokova – Obe strane moraju razumeti da li operativni direktor priželjkuje posao izvršnog direktora, da li je operativni direktor u razmatranju za najvišu poziciju, kao i koji su vremenski rokovi za takvu tranziciju.

## Odnos sa odborom direktora
Snažan odnos i poverenje između izvršnog i operativnog direktora nisu dovoljni; operativni direktor bi trebalo da održava dobre odnose i sa odborom direktora. U tom slučaju, odbor ima priliku da bolje razume i nezavisno proceni potencijalnog naslednika. Pored toga, ono što operativni direktor može da ponudi odboru jeste dodatna stručna procena zdravlja kompanije, kao i statusa ključnih inicijativa. S obzirom da ovakav odnos odražava poverenje i neguje transparentnost, korist od njega ima i izvršni direktor. Ovim putem se pokazuje da je izvršni direktor sposoban da razvije talenat, ali i pomaže izvršnom direktoru da zadrži operativnog direktora njegovim daljim osposobljavanjem. Obogaćivanje iskustva i poznanstava su samo neke prednosti koje operativni direktor može imati. Ukoliko priželjkuje posao izvršnog direktora, dodatna pogodnost je ta što ima priliku da ostvari kredibilitet pred odborom. Istraživači savetuju operativnom direktoru da se istaknu na sastancima odbora kako bi razvili snažan odnos sa svakim direktorom ponaosob. Takođe, podstiču ih da zastupaju svoje mišljenje, čak i ako se razlikuje od mišljenja izvršnog direktora.

## Neuspeh operativnog direktora
Svako nepoverenje između izvršnog i operativnog direktora vodi neuspehu. Uglavnom, operativni direktor mora biti vođa na najvišem nivou, uvek spreman da preuzme potpunu odgovornost. Mnogi zaposleni sa sposobnostima za rukovodstvo neophodnih za najvišu poziciju operativnog direktora bi radije vodili svoju organizaciju, umesto da izvršavaju naredbe izvršnog direktora. Operativni direktor koji želi da odsluži propisano vreme i stekne unapređenje na najvišu poziciju, veoma često propisuje vremenske rokove koji nisu u skladu sa rokovima izvršnog direktora, što može dovesti do pogoršanja u odnosima. Operativni direktor takođe može da se nađe zarobljen pod etiketom “operativca” ili “Broja 2”, umesto da se na njega gleda kao na strateškog vođu najvišeg nivoa. Zbog ovoga mnogi napuštaju svoju poziciju. Hari Levinson, Ph.D., sumira sve poteškoće sa kojim se operativni direktor susreće: “Odnos izvršnog i operativnog direktora je vrlo psihološki složen u svakoj organizaciji. Možda predstavlja i najkompleksniji odnos u poslovnoj strukturi, upravo jer mora da balansira na pragu moći.”

## Stručnjaci i istraživanje
Nejtan Benet i Stiven A. Majls su objavili veliku količinu radova bas na temu operativnog direktora. Pored toga što su posvetili čitavu knjigu analizi ove teško razumljive pozicije, njihovo istraživanje je objavljeno u Harvard Business Review, MIT Management Review and Chief Executive.net. Njihov rad se zasniva na identifikovanju različitih tipova operativnog direktora. Takođe, oni objašnjavaju pod kojim uslovima ova uloga doprinosi dobrobiti kompanije, a pod kojim ne postiže željene rezultate. U svom istraživanju, intervjuisali su više od sto izvršnih i operativnih direktora.